# Gustave Eiffel
Alexandre Gustave Eiffel [ejtsd: álekszandr güsztáv efel] (Dijon, 1832. december 15. – Párizs, 1923. december 27.) fémszerkezetek építésére szakosodott francia építőmérnök és gyáriparos, a párizsi Eiffel-torony, valamint a New York-i Szabadság-szobor fémvázának tervezője és építője. A budapesti Nyugati pályaudvar főépülete acélszerkezetének szerelését is ő irányította, de a közhiedelemmel ellentétben, a tervezés nem az övé.

## Gyermekévei
Eiffel jómódú burgundiai családban született. A Rajna-vidékről származó apja rendőr volt, anyjának pedig különféle vállalkozásai voltak; a fa- és kőszénkereskedésbe fektetett pénze tisztes jövedelemmel járt. 1843-ban Eiffel a Sainte Barbe középiskolába járt. 1850-ben Párizsba ment, hogy a felkészüljön a felvételire a nagy presztízsű műszaki főiskolára, az École polytechnique-re. Vizsgája végül is nem sikerült, azonban az elért eredményével 1852-ben felvételt nyert az ugyancsak nagyhírű párizsi mérnökképzőbe, a Központi Iskolá-ba, ahol 1855-ben kiváló eredménnyel végzett, és vegyészmérnöki diplomát szerzett.

## A kezdeti évek
Úgy tervezte, hogy hazatérve átveszi egyik nagybácsijának ipari festőüzemét, az ügylet azonban nem jött össze. Miután néhány hónapon át a Châtillon-sur-Seine-i lőporgyárban dolgozott, majd a Nyugati Vasúttársaság-nál. 1856 februárjában anyja révén összeismerkedett Charles Nepveu-vel, akinek párizsi gyárában sűrített levegős kovácseszközök gyártásával és fémszerkezetek építésével foglalkoztak.
A vas- és fémipar felfutásának köszönhetően a vállalkozás prosperált. Mivel a könnyű, nagy szilárdságú, és könnyen megmunkálható anyag különféle építményekhez való felhasználása gazdaságosabb volt, mint a kőé, a cég egyre több megrendelést kapott. A fiatal mérnök csakhamar megmutathatta csillogó tehetségét: első munkája a bordeaux-i vasúti híd építése volt, mindössze 26 évesen. Ő alkalmazott először sűrített levegős alapozást a csőszerű pillérek kivitelezésénél. A Déli Vasúttársaság és a Párizs-Orleans-i Vasúttársaság vonalainak összekötését eredményező munka alapozta meg Eiffel hírnevét.
Az ígéretes jövő előtt álló fiatal mérnök 1862-ben feleségül vette Marie Gaudement kisasszonyt, egy gazdag sörgyáros lányát. A fiatal pár Clichy-La-Garenne-ben telepedett le.

## Az első sikerek
Két évvel később fordulat állt be a mérnök életében. Saját vagyonával szállt be egy komoly pénzügyi nehézségekkel küszködő cégbe, amit sikerült felvirágoztatnia – hála az 1867. évi párizsi világkiállításnak, és a munkálatokért felelős régi barátjának, aki több épület építését bízta rá. Eiffel – aki már kellő tapasztalatokra tett szert – elhatározta, hogy saját céget alapít: 1868-ban Levallois-Perret-ben (Hauts-de-Seine megye) megvett egy fémszerkezet-építő műhelyt, és megalapította a később világhírűvé vált Eiffel & Cie céget.
Az elkövetkezendő húsz év kemény, de eredményes munkával telt. A vállalat számos nagyszabású megrendelést mondhatott magáénak viaduktok és fémszerkezetes létesítmények építésére. A megrendelések megszerzése érdekében Eiffel kész volt egész Európát bejárni.
A tehetséges mérnök nemcsak annak köszönhette sikerét, hogy nyitott volt minden új ötletre és tervre, hanem annak is, hogy képes volt olyan, az Eiffel & Cie sikeréhez nagyban hozzájáruló kiváló munkatársakkal körülvenni magát, mint a belga származású Théophile Seyrig, vagy Émile Nouguier, Maurice Koechlin stb. Egyébként ez utóbbi mérnöktől származott 1881-ben a Bartholdi által megrajzolt, és 1886-ban, New Yorkban felavatott Szabadság-szobor vasszerkezetének koncepciója.

### Neves építmények

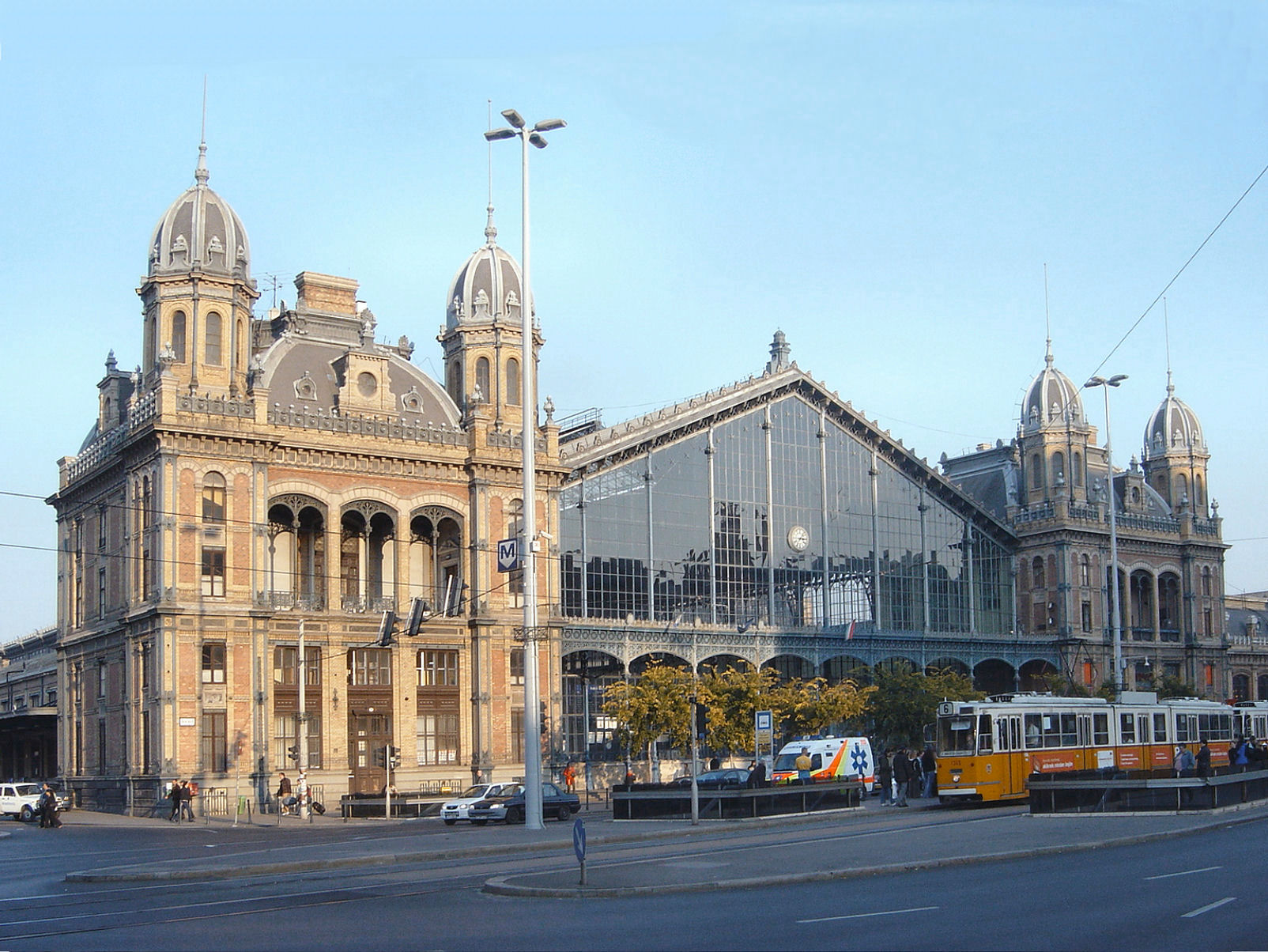
Nyugati pályaudvar, Budapest, épült 1875-ben

- az 1867. évi Párizsi Világkiállítás gépterme és más épületek;
- Notre Dame des Champs templom, Párizs (1868);
- a budapesti Nyugati pályaudvar (1875);[2]
- a párizsi Le Bon Marché nagyáruház, valamint a Lycée Carnot (gimnázium) vázszerkezete;
- az Eiffel-csarnok, hivatalos nevén Mercado Adolpho Lisboa Manausban (Brazília);
- a Szent Sebestyén-templom Manilában, (Fülöp-szigetek);
- a New York-i Szabadság-szobor fémváza;
- az orléans-i Dessault ecetgyár;
- a nizzai csillagvizsgáló kupolája;
- a párizsi Berthier-műhely;
- a santiagói főpályaudvar (Chile);
- a Traian Szálló Jászvásárban (Románia);
- a Mona Island-i világítótorony (Puerto Rico);
- Charles Garnier építésszel közös munkája a párizsi Opera, de más operaházak is (Nizza, Monaco stb.);
- a Santa Rosalía-i (Mexikó, Déli-Alsó-Kalifornia) Szent Borbála-templom[3]
- az orizabai Palacio de Hierro (Mexikó)[4]
- az iquitosi Casa de Fierro (Peru)[5]

### Hidak és viaduktok

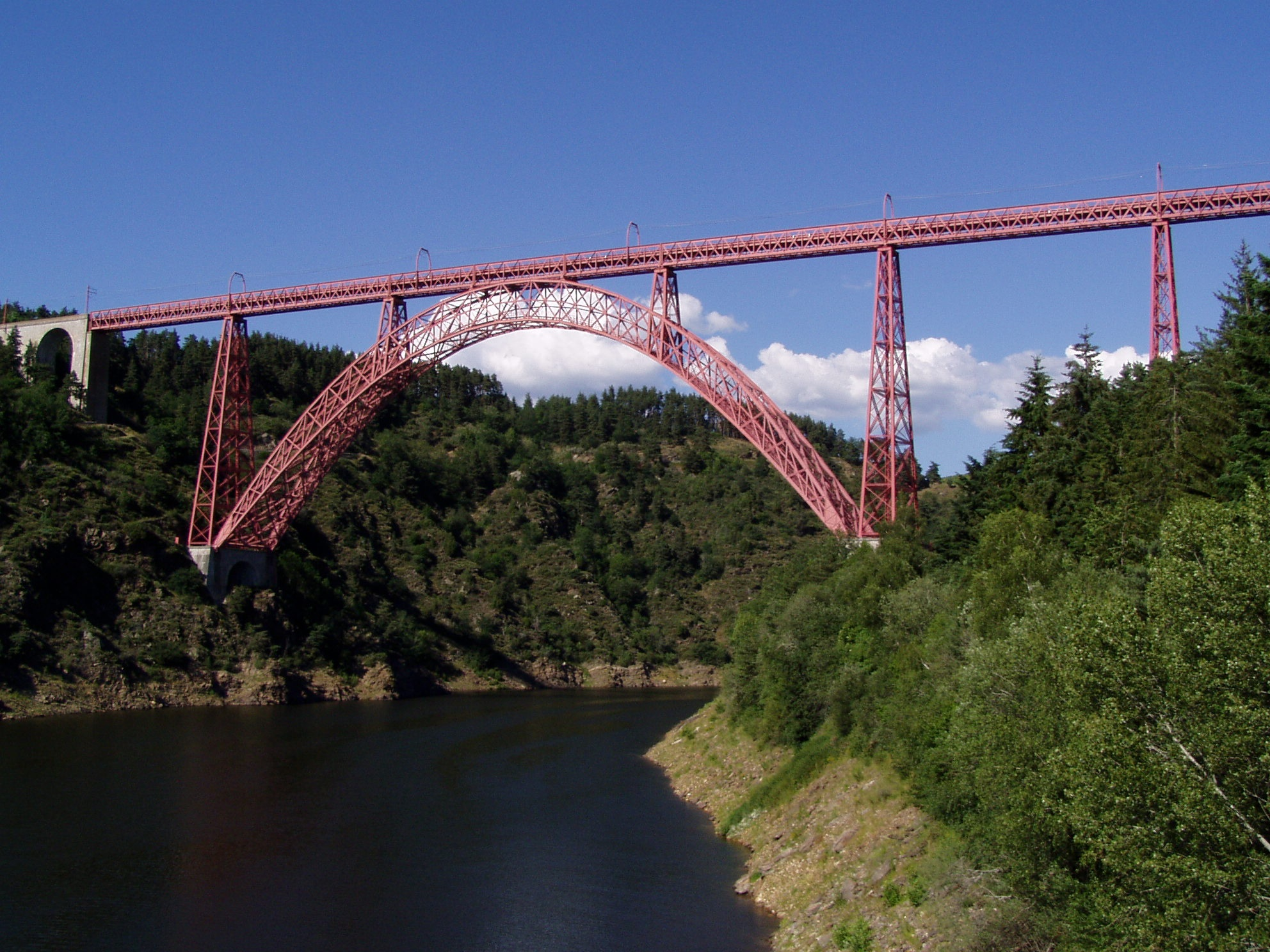
A Garabit-viadukt

Eiffel számos hidat és viaduktot tervezett és építtetett Franciaországban és a világban, közülük a legfontosabbak:
- a Maria Pia híd a Douro folyón (1877) – a legkönnyebb, legolcsóbb, legmerészebb építmény, amivel végképpen elismerést szerzett mind Franciaországban, mind nemzetközi téren;
- a Garabit-viadukt (1884) – ennek a Cantal megyei viaduktnak a megépítése biztosította a további diadalmenetet, mivel a 165 méter fesztávú kovácsoltvas ív, amely a hídpályát tartja, a maga idején abszolút világrekordnak számított, ráadásul segítségével a vonatok 122 méter magasságban haladtak át a folyó felett.
- viaduktok a Sioule, Tardes és Thouet francia folyón;
- a Girona fémhídja Katalóniában;
- a La Souleuvre folyó hídja Calvados megyében  Archiválva 2006. szeptember 1-i dátummal a Wayback Machine-ben;
- az Illatos-folyó hídja a vietnámi Huế városában;
- a szegedi Tisza-híd;[6]
- a Szűz Mária kápolna sziklájára átívelő gyaloghíd Biarritzban;
- a Biarre-csatorna hídja.

## AzEiffel-torony

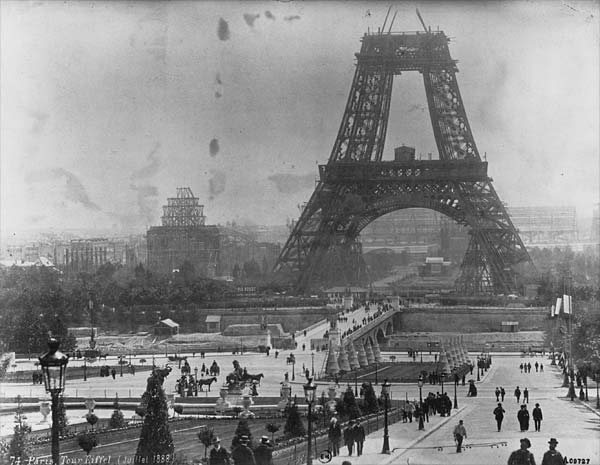
Az Eiffel-torony építése 1888-ban

Az 1880-as évek végére Gustave Eiffel rendkívül elfoglalt, sikeres ember lett. Számos elismerést és kitüntetést mondhatott magáénak, valóságos nemzeti hősnek számított. Csupán két dolog árnyékolta be életét: 1877-ben hörghurutban elhunyt felesége, Marguerite, 1880-ban pedig szakított cégtársával, Seyrig-vel, aki sikereivel kezdte beárnyékolni Eiffel hírnevét.
Eiffel legismertebb alkotása az 1889. évi párizsi világkiállításra, két év alatt felépített Eiffel-torony, amely azóta Párizs szimbólumává vált.
Az építkezés 1887. január 28-án kezdődött el. Eiffel, akinek csak egy gondolat járt a fejében: határidőre elkészíteni a művet, elfogadta és megadta az annak idején túlzottan magas béreket. 1888. július 14-én elérték a második emeletet, 1889. március 31-én pedig befejezték a harmadikat.
A határidőt betartó Eiffel a francia Becsületrend lovagja lett. Május 15-én a tornyot megnyitották a nagyközönség előtt, ami el volt ragadtatva nemcsak a kilátástól, de az „ultragyors” és teljesen újszerű hidraulikus felvonóktól is. Végül is az 1889-es év meghozta Eiffel számára a diadalt és a dicsőséget, mind mérnökként, mind pedig vállalkozóként.

## A bukás
Eiffel nagyszabású pénzügyi manővereket is folytatott. 1888-ban megalakította az Eiffel-torony Részvénytársaságot, amelynek javára lemondott a torony hasznosításával kapcsolatos minden jogáról, és a részvénytársaság tőkéjének 50%-át azonnal eladta a Francia-Egyiptomi Banknak. Az ügyletből 2,5 millió frank nyeresége származott.
Még javában folyt a torony építése, amikor 1887-ben Gustave Eiffel egy gigantikus, 120 millió frankos szerződést kötött Ferdinand de Lesseps-pel a Panama-csatorna zsilipeinek megépítésére. A következő évben már 17 milliót zsebelt be előleg címén, mely összeg hamarosan 72 millióra emelkedett.
1889-ben az Eiffel & Cie céget átalakította részvénytársasággá, és értékpapírjainak egy részét 1,5 millió frankért különféle bankoknak engedte át. Természetesen személyes kiadásai is szédítő iramban nőttek: tömegével vásárolt értékpapírokat, palotát vett Párizsban a Rabelais utcában, egy másik ingatlant Sèvres-ben, naponta költött tízezreket értékes festmények és bútorok vásárlására. Képességeinek tudatában gigantikus terveket szövögetett: obszervatóriumot tervezett a Mont Blanc-ra, alagutat a La Manche-csatorna alatt, csatornát a Volga és Don közé... Úgy tűnt, semmi sem állíthatja meg.
A torony sikerétől megerősödve fogott bele a Panama-csatorna zsilipeinek építésébe. 1889-ben azonban a Ferdinand de Lesseps elnöklete alatt tevékenykedő Panama Társaság óriási vesztegetési botrányba keveredett, amely megrengette Franciaországot, hullámai pedig elérték Eiffelt is. 1892-ben egy jelentés közvetlenül is érintettnek mondta ki, és bíróság elé került. Első fokon két év börtönre és 20 ezer frank pénzbüntetésre ítélték, de nagyszerű ügyvédjének köszönhetően a legfelsőbb semmítőszék felmentette, és ez az ítélet lehetővé tette rehabilitálását.
A botrány miatt Eiffel kénytelen volt lemondani a harminc évvel korábban általa alapított cég vezetéséről, amelynek még a neve is megváltozott: Levallois-Perret-i Építési Társaság lett.
Rendkívül megviselték a személye körül kialakult viták. Visszavonult, hogy kizárólag tornya örökkévalóságának szentelje magát. Márpedig az nem látszott biztosítottnak: Eiffel csak 1910-ig húzhatott hasznot belőle, sőt az 1900. évi párizsi világkiállításra érkező vendégek nem nagyon látogatták a kissé divatjamúlt tornyot. A közönség inkább a Fulgence Bienvenüe mérnök új szenzációját, a metrót látogatta, és főleg a közelben elkészített mozgójárdát.
Eiffel minden erejével azon volt, hogy a torony hasznosságát bizonyítsa. 1898-ban a csúcson egy meteorológiai állomást rendezett be, majd 1901-ben egy állandó üzemű szikratávírót. Fontosnak tartotta, hogy a toronynak valamiféle tudományos felhasználást találjon: végeztek radioaktivitás-méréseket, Foucault-inga-kísérleteket stb. „Nemcsak egyszerűen egy látnivaló lesz a közönségnek a kiállítás alatt vagy után, hanem szolgálatot fog tenni a tudománynak és a nemzetvédelemnek.” Elhangzott a bűvös szó: nemzetvédelem…

## Eiffel és az új technológiák
Végül is lett fontosabb, mint a még kezdetleges szikratávíró: a repülés, aminek megjelenése, és a hadsereg által neki tulajdonított stratégiai érdek mentette meg véglegesen a tornyot a lebontástól (pedig Eiffel már írásos ajánlatot is kapott néhány ócskavas-kereskedőtől). „Ez a torony a nemzetvédelem számára stratégiai értéket képvisel” – jelentette ki Gustave Ferrié hírközléssel foglalkozó műszaki tábornok, és a torony megmenekült.
Eiffel, aki a repülés megjelenésével azonnal megértette az idő szavát, belevetette magát az aerodinamikai munkákba; e különleges terület iránt már korábban is érdeklődött a torony tervezése és építése során, amit egyébként a szabadeséssel kapcsolatos kísérleteihez is felhasznált. 1909-ben építette meg az első szélcsatornát a Mars-mezőn, majd 1912-ben a következőt a Párizs melletti Auteuil-ben.
A laboratóriumában épített szélcsatorna lehetővé tette számára, hogy nagy pontossággal igazolja a szabadeséssel kapcsolatos kísérleteinek eredményeit. Kísérleti úton bizonyította a relatív mozgás elvét: egy adott sebességű légáramlatban nyugalmi állapotban lévő testre ható erők nagysága azonos azon erőkével, amelyek akkor hatnak egy testre, amikor az ugyanakkora sebességgel halad a nyugalmi állapotú levegőben.
Az I. világháború alatt Eiffel légcsavarokkal, szárnyakkal és lövedékekkel végzett aerodinamikai kísérleteket. Munkájának eredményeként 1917-ben egyfedeles vadászrepülőgép koncepciójával állt elő. A háború után, 1921-ben az összes általa használt berendezést az államnak adományozta.

## Utolsó évei
Az 1920-as évek elejére Alexandre Gustave Eiffel jogos büszkeségtől eltelve idősebb lányával és vejével élt együtt, akiket ő tartott el. A háborúban megtépázott glóriájú Franciaországban úgy tekintettek rá, mint aki örök dicsőséget szerzett az országnak. Az idős férfi 1923. december 27-én hunyt el párizsi, Rabelais utcai palotájában. Rangjához méltóan temették el a Levallois-Perret-i temetőben.

## Jegyzetek és anekdoták

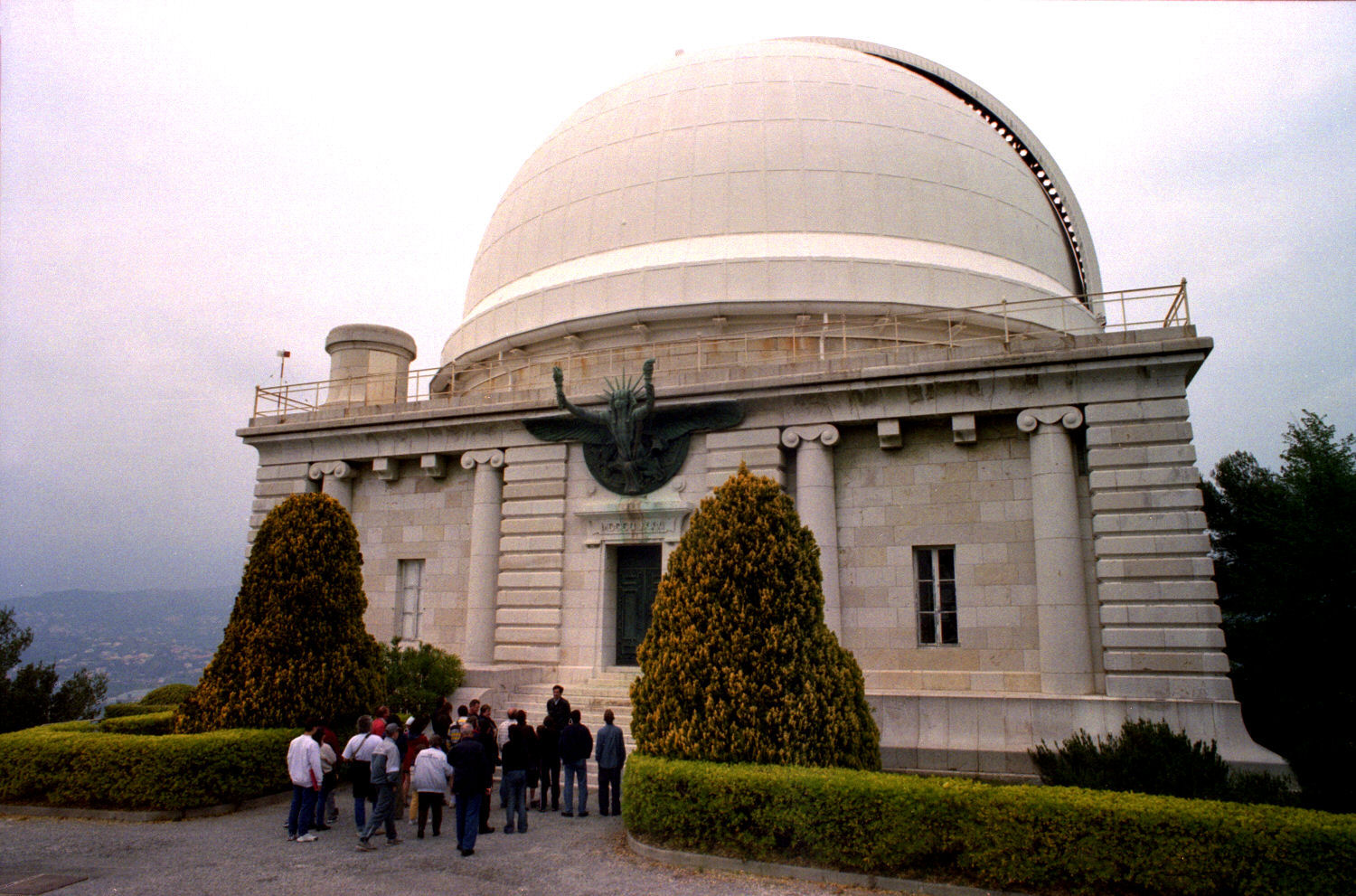
A nizzai csillagvizsgáló kupolája